# 신동면 (정선군)
신동면(新東面)은 현재 대한민국 강원특별자치도 정선군 신동읍의 전신이 되는 지역으로, 1906년까지 평창군 동면이었으나, 1906년부터 정선군에 편입된 이후 신동면으로 개명되어 1980년 11월 30일까지 존속했던 행정구역 중 하나이다. 현재 정선군 신동읍에 이른다.